# Estádio José Alvalade
O Estádio José Alvalade ou simplesmente Estádio de Alvalade é um estádio de futebol de categoria 4 da UEFA, localizado em Lisboa, Portugal, propriedade do Sporting Clube de Portugal. Está enquadrado no complexo Alvalade XXI.

## Antecedentes
O anterior Estádio José Alvalade foi inaugurado a 10 de Junho de 1956, na qual marcaram presença cerca de 60 000 pessoas. Com a conquista para sediar o Euro 2004 os estádios em Portugal precisavam ser mais modernos, então o antigo Estádio de Alvalade foi demolido em 2003 para dar lugar ao novo estádio, embora o Sporting tenha apresentado o projeto para o seu novo estádio, 2 anos antes da realização do Euro 2004 ser atribuída a Portugal.

## Estádio atual
Alvalade XXI é o nome atual do complexo onde se encontra o novo Estádio José Alvalade, pertencente do Sporting Clube de Portugal, inaugurado a  6 de Agosto de 2003. Inauguração esta apadrinhada pelo clube inglês Manchester United, jogo que ficou 3-1, com a vitória do Sporting CP. Neste jogo, manifestou-se a vontade do United de contratar Cristiano Ronaldo, então com 18 anos, do Sporting.
Este estádio conta com 50 095 lugares todos sentados e cobertos, e ainda com 1 315 lugares de estacionamento, dos quais 30 são reservados a pessoas portadoras de deficiência motora. Foi desenhado pelo arquiteto Tomás Taveira.
Além de ter sido palco de importantes jogos do Euro 2004, recebeu também a final da taça UEFA 2004/05. Foi o primeiro estádio em Portugal a receber a distinção «5 estrelas» pela UEFA, num Portugal x Holanda a contar para o Euro 2004.
O complexo Alvalade XXI inclui o Centro Comercial Alvaláxia, o Multidesportivo, o Holmes Place, a Clínica CUF, o Edifício Visconde de Alvalade, onde se encontra a sua sede.

### Renovação em 2024
O estádio vai ficar sem fosso e ter mais 2 mil lugares no final de 2025/26. Os Video Screens originais já foram removidos e vão ser implementados novos Video Screens, permitindo a libertação de novos lugares adicionais e de novos Lounges de Acesso Exclusivo  com acesso a bar e experiências gastronómicas gourmet diversificadas.

### Distribuição de Lugares
- Lugares de Bancada A: 24.261
- Lugares de Bancada B: 21.970
- Lugares de Camarote: 1.542
- Lugares VIP e Business: 1.968
- Lugares de Tribuna: 100
- Lugares para Deficientes Motores: 50
- Lugares de Imprensa: 204

### Custos
Inicialmente projetado com uma capacidade de 42 mil espectadores, o projeto foi alterado para mais de 50 mil em virtude do Euro 2004. O valor estimado para a construção do novo estádio de Alvalade, a 27 de Abril de 2000, foi de cerca de 106 milhões de euros e o custo total ascendeu a 184 milhões de euros. A obra custou mais 80 milhões de euros do que o valor inicialmente previsto para a obra, o que significa um desvio de 75%.

## Eventos Musicais
Desde os finais dos anos 80 e anos 90 que Alvalade é o palco dos grandes concertos em Portugal. Nomes como: Michael Jackson, Pink Floyd, Metallica, Prince, Genesis, Phil Collins, Tina Turner,Whitney Houston, U2, The Cure, The Rolling Stones, Depeche Mode, Joe Cocker, Bryan Adams, GNR, David Bowie, Guns N' Roses, AC/DC, Bruce Springsteen e Dire Straits - já marcaram presença em Alvalade.
Antes de o estádio abrir as portas a estes nomes mundiais (exceto os GNR), Portugal não fazia parte da rota das grandes tours. Desde então Alvalade passou a fazer parte da agenda dessas e de outras bandas.

## Eventos Desportivos

### Jogos Internacionais da Seleção Nacional
As seguintes partidas da Seleção Nacional foram realizadas no estádio.
| #  | Data       | Resultado | Oponente      | Competição                                                 |
| -- | ---------- | --------- | ------------- | ---------------------------------------------------------- |
| 1  | 20/06/2004 | 1–0       | Espanha       | Campeonato Europeu de Futebol de 2004                      |
| 2  | 30/06/2004 | 2–1       | Países Baixos | Campeonato Europeu de Futebol de 2004                      |
| 3  | 13/10/2004 | 7–1       | Rússia        | Eliminatórias da Copa do Mundo FIFA de 2006                |
| 4  | 24/03/2007 | 4–0       | Bélgica       | Qualificações para Campeonato Europeu de Futebol de 2008   |
| 5  | 12/09/2007 | 1–1       | Sérvia        | Qualificações para Campeonato Europeu de Futebol de 2008   |
| 6  | 10/09/2008 | 2–3       | Dinamarca     | Eliminatórias da Copa do Mundo FIFA de 2010                |
| 7  | 11/10/2013 | 1–1       | Israel        | Eliminatórias da Copa do Mundo FIFA de 2014                |
| 8  | 04/09/2015 | 0–1       | França        | Partida amistosa                                           |
| 9  | 11/10/2019 | 3–0       | Luxemburgo    | Qualificações para o Campeonato Europeu de Futebol de 2020 |
| 10 | 07/10/2020 | 0–0       | Espanha       | Partida amistosa                                           |
| 11 | 05/06/2022 | 4–0       | Suíça         | Liga das Nações de 2022-23                                 |
| 12 | 09/06/2022 | 2–0       | Chéquia       | Liga das Nações de 2022-23                                 |
| 13 | 17/11/2022 | 4–0       | Nigéria       | Partida amistosa                                           |
| 14 | 23/03/2023 | 4–0       | Liechtenstein | Qualificações para o Campeonato Europeu de Futebol de 2024 |

### Campeonato Europeu de Futebol de 2004
Construído para o torneio UEFA Euro 2004, este recinto acolheu 3 jogos da fase de grupos, 1 dos quartas de final e 1 da semifinal.
| Data          | Resultados | Resultados | Resultados    | Ronda            | Espectadores |
| ------------- | ---------- | ---------- | ------------- | ---------------- | ------------ |
| 14 Junho 2004 | Suécia     | 5–0        | Bulgária      | Grupo C          | 31 652       |
| 20 Junho 2004 | Espanha    | 0–1        | Portugal      | Grupo A          | 47 491       |
| 23 Junho 2004 | Alemanha   | 1–2        | Chéquia       | Grupo D          | 46 849       |
| 25 Junho 2004 | França     | 0–1        | Grécia        | Quartas de final | 45 390       |
| 30 Julho 2004 | Portugal   | 2–1        | Países Baixos | Semifinal        | 46 679       |

### Jogos das Competições da UEFA
| Competição                                             | Data       | Equipa #1       | Equipa #1  | Resultado | Equipa #2 | Equipa #2          | Público |
| ------------------------------------------------------ | ---------- | --------------- | ---------- | --------- | --------- | ------------------ | ------- |
| Final da Taça UEFA de 2004/05                          | 18/05/2005 | Sporting CP     | Portugal   | 1–3       | Rússia    | CSKA de Moscovo    | 47 085  |
| Liga dos Campeões da UEFA de 2019/20 – Fase Final      | 13/08/2020 | RB Leipzig      | Alemanha   | 2–1       | Espanha   | Atlético de Madrid | 0       |
| Liga dos Campeões da UEFA de 2019/20 – Fase Final      | 15/08/2020 | Manchester City | Inglaterra | 1–3       | França    | Lyon               | 0       |
| Liga dos Campeões da UEFA de 2019/20 – Fase Final      | 19/08/2020 | Lyon            | França     | 0–3       | Alemanha  | Bayern Munchen     | 0       |
| Final da Liga dos Campeões Feminina da UEFA de 2024/25 | --/05/2025 |                 |            |           |           |                    |         |

## Assistências no José Alvalade
Desde a inauguração em 2003 até julho de 2008, 3.254.539 adeptos assistiram a 117 jogos oficiais disputados no Alvalade XXI, tendo a maior enchente em jogos oficiais até então ocorrido em 8 de abril de 2006, no jogo em que Sporting CP e FC Porto se defrontaram perante 48 018 espectadores, recorde superado em 7 de Janeiro de 2012, no mesmo confronto, assistido desta feita por 48 855 adeptos e depois em 8 de fevereiro de 2015, quando 49.076 compareceram para assistir o empate por 1 a 1 entre Sporting e Benfica. A 5 de março de 2016 foi batido um novo recorde de assistência quando 49.699 espectadores assistiram ao Sporting CP x SL Benfica. A 22 de novembro de 2016, um novo recorde de assistência foi batido quando 50.046 adeptos assistiram ao Sporting CP - Real Madrid.

### Maiores assistências
- Maiores enchentes em jogos do Sporting no Estádio José Alvalade, até 10 de maio de 2018.

1. Sporting 1-2 Real Madrid, 50.046, 22 de Novembro de 2016
2. Sporting 3-1 Manchester United, 49.992, 6 de Agosto de 2003 (Amigável)
3. Sporting 0-1 Benfica, 49.699, 5 de Março de 2016
4. Sporting 2-1 FC Porto, 49.399, 28 de Agosto de 2016
5. Sporting 0-0 Benfica, 49.339, 5 de Maio de 2018
6. Sporting 2-0 FC Porto, 49.382, 2 de Janeiro de 2016
7. Sporting 1-1 Benfica, 49.076, 8 de Fevereiro de 2015
8. Sporting 0-3 Valência CF, 48.952, 30 de Julho de 2011 (Amigável)
9. Sporting 0-0 FC Porto, 48.855, 7 de Janeiro de 2012
10. Sporting 1-1 Benfica, 48.765, 22 de Abril de 2017
11. Sporting 0-1 FC Barcelona, 48.575, 27 de Setembro de 2017
12. Sporting 1-1 Juventus, 48.442, 31 de Outubro de 2017
13. Sporting 1-0 Boavista, 48.320, 22 de Abril de 2018
14. Sporting 0-1 FC Porto, 48.018, 8 de Abril de 2006

### Assistência Média Anual (Primeira Liga Portuguesa)
Dados de 1984/85 a 2008/09 e Dados desde 2009/10
| Antigo Estádio José Alvalade | Antigo Estádio José Alvalade | Antigo Estádio José Alvalade | Antigo Estádio José Alvalade |
| Época                        | Assistências                 | Época                        | Assistências                 |
| ---------------------------- | ---------------------------- | ---------------------------- | ---------------------------- |
| 1983/84                      | -                            | 1993/94                      | 30.294                       |
| 1984/85                      | 37.133                       | 1994/95                      | 30.059                       |
| 1985/86                      | 36.667                       | 1995/96                      | 15.029                       |
| 1986/87                      | 34.333                       | 1996/97                      | 16.765                       |
| 1987/88                      | 30.526                       | 1997/98                      | 15.176                       |
| 1988/89                      | 32.263                       | 1998/99                      | 18.088                       |
| 1989/90                      | 29.294                       | 1999/00                      | 28.824                       |
| 1990/91                      | 30.368                       | 2000/01                      | 19.000                       |
| 1991/92                      | 29.941                       | 2001/02                      | 25.660                       |
| 1992/93                      | 22.000                       | 2002/03                      | 14.789                       |

| Novo Estádio José Alvalade | Novo Estádio José Alvalade | Novo Estádio José Alvalade | Novo Estádio José Alvalade | Novo Estádio José Alvalade | Novo Estádio José Alvalade |
| Época                      | Assistências               | Época                      | Assistências               | Época                      | Assistências               |
| -------------------------- | -------------------------- | -------------------------- | -------------------------- | -------------------------- | -------------------------- |
| 2003/04                    | 30.958                     | 2013/14                    | 33.703                     | 2023/24                    | 40.102                     |
| 2004/05                    | 29.887                     | 2014/15                    | 34.988                     | 2024/25                    | 42.529                     |
| 2005/06                    | 31.640                     | 2015/16                    | 39.988                     | 2025/26                    | -                          |
| 2006/07                    | 33.285                     | 2016/17                    | 42.772                     | 2026/27                    | -                          |
| 2007/08                    | 29.381                     | 2017/18                    | 43.623                     | 2027/28                    | -                          |
| 2008/09                    | 26.517                     | 2018/19                    | 33.691                     | 2028/29                    | -                          |
| 2009/10                    | 24.606                     | 2019/20                    | 21.342                     | 2029/30                    | -                          |
| 2010/11                    | 24.858                     | 2020/21                    | 0                          | 2030/31                    | -                          |
| 2011/12                    | 34.494                     | 2021/22                    | 25.159                     | 2031/32                    | -                          |
| 2012/13                    | 26.521                     | 2022/23                    | 29.292                     | 2032/33                    | -                          |

## Galeria de imagens

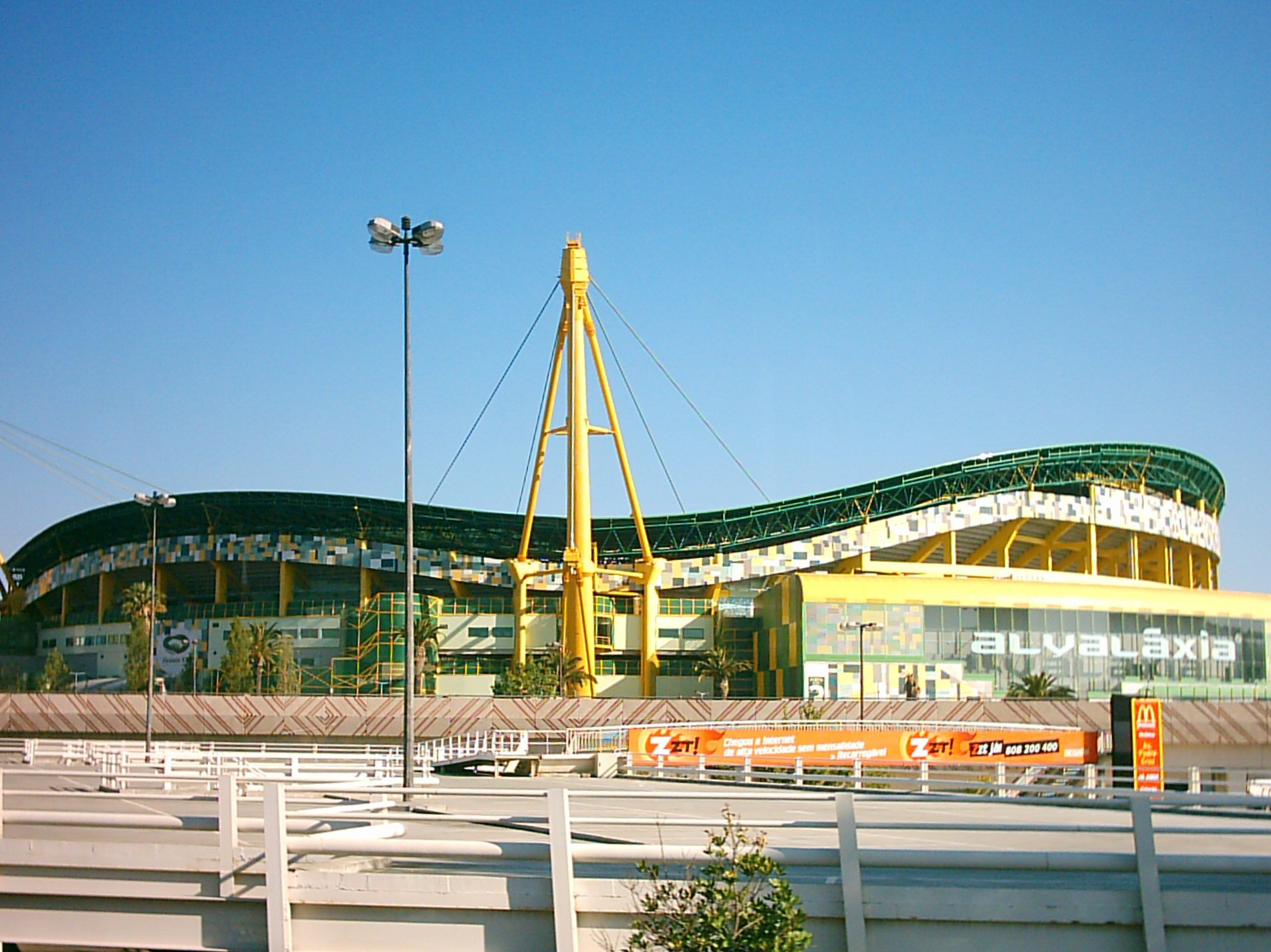
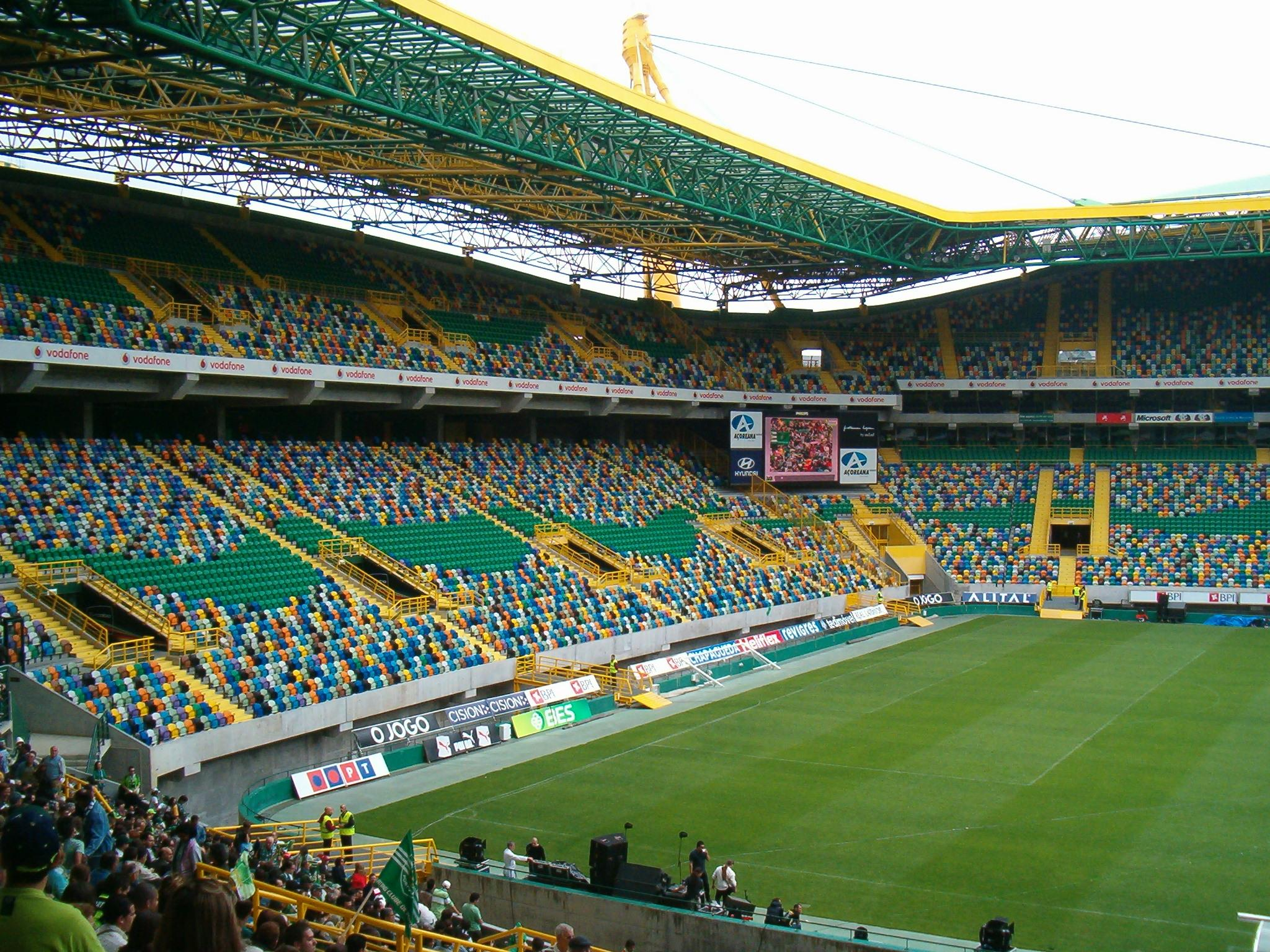
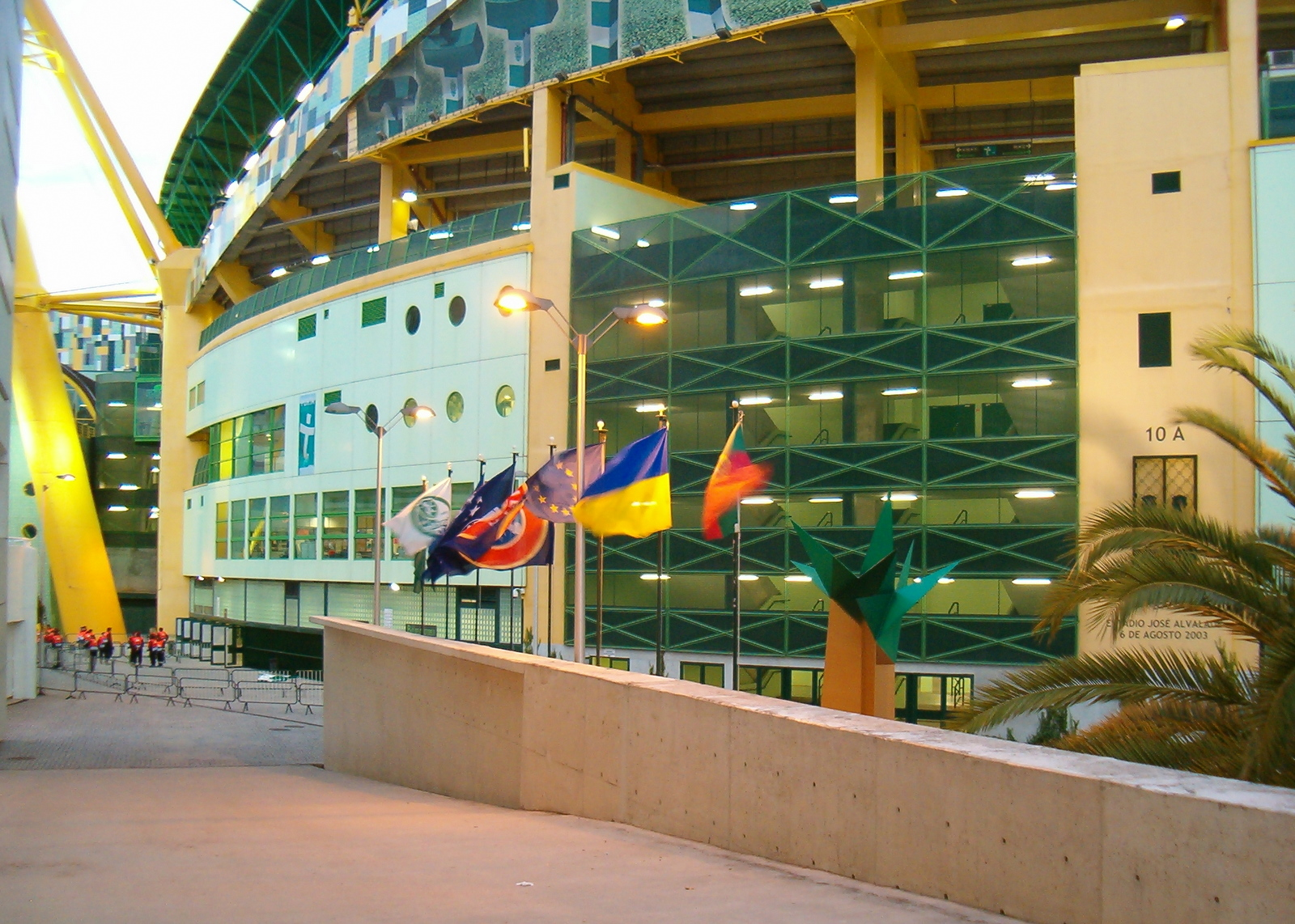
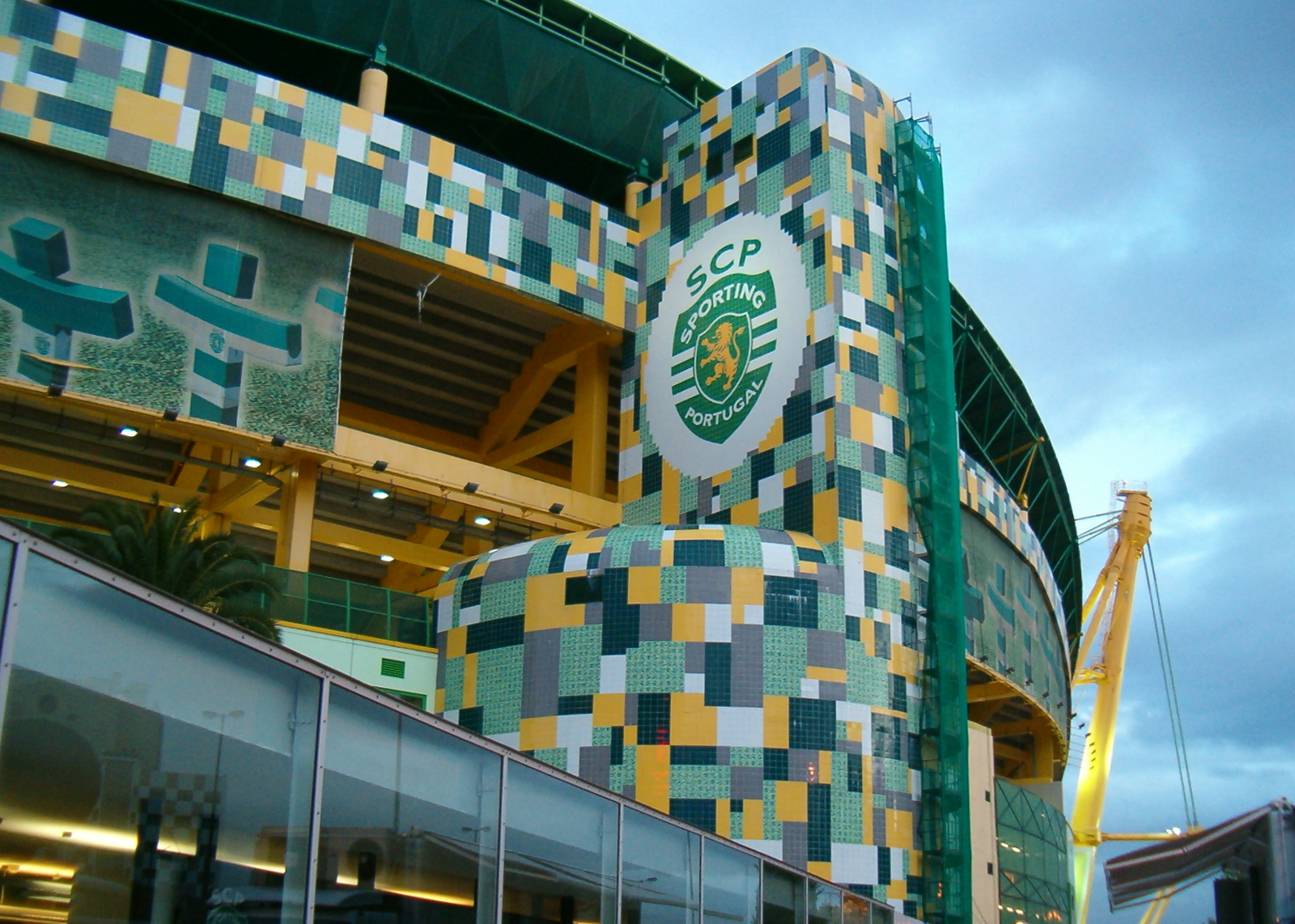